# MyDevice

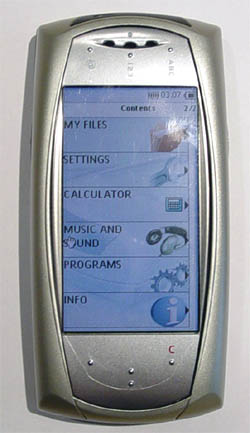
MyOrigo MyDevice (kiểu dọc)

MyDevice là mẫu điện thoại thông minh do công ty MyOrigo của Phần Lan sản xuất. Nguyên mẫu đầu tiên được Johannes Väänänen phát triển và thiết kế vào đầu năm 2002, nhưng chiếc điện thoại này chưa bao giờ được phát hành ra thị trường đại chúng. MyDevice khá nổi bật vào thời điểm đó, vì sở hữu tính năng tự động xoay, trình duyệt web, "giao diện người dùng và các chức năng của điện thoại thông minh" trông đơn giản (như vuốt để mở màn hình khóa) và nó là chiếc điện thoại có màn hình cảm ứng chạy được. Thiết bị này từng được giới thiệu cho các nhà sản xuất lớn như hãng Nokia, nhưng những nhà lãnh đạo của Nokia không nhìn thấy tiềm năng của một chiếc điện thoại màn hình cảm ứng.
Về sau này, nguyên mẫu MyDevice được đem tặng cho Steve Jobs của Apple. Có ý kiến cho rằng chính MyDevice mới là nguồn cảm hứng cho điện thoại thông minh iPhone của Apple, ra mắt trên thị trường vào năm 2007.